# سان کپیتال پارتنرز
سان کپیتال پارتنرز (انگلیسی: Sun Capital Partners) شرکت سرمایه‌گذاری آمریکایی است، که در سال ۱۹۹۵ تأسیس شد.